# Anders Andersson i Smedbyn
Anders Andersson (i riksdagen kallad Andersson i Smedbyn), född 11 januari 1823 i Kila socken i Värmlands län, död där 12 januari 1886, var en svensk lantbrukare och politiker.
Han var hemmansägare i Västra Smedbyn i Kila socken i Värmlands län. Andersson var ledamot av riksdagens andra kammare 1867–1869, 1873–1875 samt 1876–1885, invald i Södersysslets domsagas valkrets (före 1872 Gillbergs och Näs häraders valkrets) i Värmlands län. Han tillhörde Lantmannapartiet.